# Dante Bonfim Costa Santos
Dante Bonfim Costa Santos, noto come solo Dante (Salvador, 18 ottobre 1983), è un calciatore brasiliano, difensore del Nizza, di cui è capitano.

## Caratteristiche tecniche
Terzino sinistro o difensore centrale, è un giocatore dotato di intelligenza tattica ed abile nei contrasti, si distingue per la carica agonistica e le capacità nel gioco aereo.

## Carriera

### Club

#### Inizi
Entrò a far parte del settore giovanile della Juventude nel 2000 e già l'anno seguente passò in prima squadra. Dopo due anni con la squadra brasiliana, nel 2004 è approdato in Europa venendo acquistato dai francesi del Lilla. Nei due campionati con la squadra francese però, ha trovato poco spazio giocando appena 12 partite: nel 2006 si è quindi trasferito in Belgio, al Charleroi.
Nella stagione 2006-2007 è sceso in campo per 27 volte, contribuendo al quinto posto raggiunto dalla sua squadra. Le sue prestazioni lo hanno fatto finire nel mirino dello Standard Liegi che lo ha acquistato nell'estate del 2007: con la squadra liegina ha subito vinto lo scudetto, il suo primo personale. Nella stagione 2008-09 ha vinto la Supercoppa nazionale e ha collezionato 15 presenze in campionato, prima della cessione ai tedeschi del Borussia M'gladbach.

#### Borussia Mönchengladbach
Il 27 dicembre 2008 il giocatore firma un contratto valido fino al 2014 con il Borussia M'gladbach. L'11 aprile 2009 segna il suo primo gol nella partita contro il Wolfsburg, realizzando il momentaneo 1-1. Il 13 maggio segna al 91º la rete che decide la partita contro l'Energie Cottbus, terminata 1-0; dieci giorni più tardi, all'ultima giornata di campionato contro il Borussia Dortmund, segna la rete dell'1-1 regalando il pareggio e la salvezza alla sua squadra.
Le stagioni seguenti sono difficili sia per lui sia per la squadra: nel 2009-10 segna tre gol in campionato, portando nuovamente la squadra alla salvezza, mentre nel 2010-11 gioca solo metà campionato (il Mönchengladbach si salverà ai play-out contro il Bochum). Ha avuto modo di riscattarsi nella stagione 2011-12, in cui ha collezionato 38 presenze totali (senza venire mai sostituito): il Borussia ha inoltre raggiunto le semifinali della Coppa di Germania, venendo eliminato dal Bayern Monaco ai calci di rigore. Nel gennaio 2012 tuttavia, il giocatore aveva fatto trasparire la volontà di lasciare il Borussia per una "grande" del calcio tedesco: il 26 aprile, con due anni di anticipo rispetto alla scadenza del contratto, è stata ufficializzata la sua cessione al Bayern per la stagione successiva.

#### Bayern Monaco
Nell'estate 2012 si è quindi unito al Bayern Monaco per una cifra vicina ai 4,7 milioni di euro. Ha esordito con i bavaresi il 25 agosto seguente, nella partita di campionato contro il Greuther Fürth (vinta 3-0 dal Bayern); il 24 novembre ha realizzato il suo primo gol nell'incontro vinto 5-0 sull'Hannover 96. Le ottime prestazioni sfoderate dal giocatore gli hanno valso i complimenti dell'allenatore Jupp Heynckes, che lo ha definito uno dei migliori difensori del mondo. Il 6 aprile 2013 ha conquistato il suo secondo scudetto personale, con ben cinque giornate di anticipo, in seguito alla vittoria dei bavaresi sull'Eintracht Francoforte. Il 25 maggio 2013 con la compagine bavarese approda in finale di Champions League contro i rivali del Borussia Dortmund finale poi vinta dal Bayern per 2-1. Una settimana più tardi gioca anche la finale di Coppa di Germania contro lo Stoccarda all'Olympiastadion, grazie alla vittoria della sua squadra per 3-2 conquista il primo triplete della sua carriera.
La stagione 2013-2014 si apre con la vittoria il 30 agosto 2013 della Supercoppa UEFA, ottenuta sconfiggendo ai rigori in finale la compagine londinese del Chelsea, dopo che i tempi supplementari si erano conclusi sul 2-2. Nel corso dell'annata la squadra bavarese conquista altri tre titoli, la Coppa del mondo per club, la Bundesliga e la Coppa di Germania.
Il 26 aprile 2015 vince il terzo campionato di fila con il Bayern.

#### Wolfsburg
Il 30 agosto 2015 viene acquistato dal Wolfsburg per 4,5 milioni di euro. Nell'unica stagione con i Lupi colleziona in totale 33 presenze e mette a segno una rete contro il Francoforte, che però non basta per evitare la sconfitta della propria squadra per 3-2.

#### Nizza
Il 22 agosto 2016 viene acquistato dal Nizza per un corrispettivo di 2,5 milioni di euro. Si impone fin da subito nello spogliatoio, tanto da diventare capitano già nella sua prima stagione in Costa Azzurra. Segna il suo primo gol il 18 febbraio 2018, in un pareggio 1-1 contro il Nantes.

### Nazionale
Esordisce con la nazionale maggiore il 6 febbraio 2013, in occasione di un'amichevole contro l'Inghilterra. Convocato da Scolari per la Confederations Cup, segna la sua prima rete contro l'Italia nella fase a gironi del torneo.
È in seguito convocato per il Mondiale 2014, in cui totalizza solamente una presenza nella semifinale persa 1-7 contro la nazionale tedesca, che rappresenta anche la sua ultima apparizione con la Seleção.
Colleziona quindi in totale 13 presenze tra il 2013 ed il 2014, mettendo a segno due reti.

## Statistiche

### Presenze e reti nei club
Statistiche aggiornate al 28 settembre 2024.
| Stagione                   | Squadra                    | Campionato                 | Campionato | Campionato | Coppe nazionali | Coppe nazionali | Coppe nazionali | Coppe continentali | Coppe continentali | Coppe continentali | Altre coppe | Altre coppe | Altre coppe | Totale | Totale |
| Stagione                   | Squadra                    | Comp                       | Pres       | Reti       | Comp            | Pres            | Reti            | Comp               | Pres               | Reti               | Comp        | Pres        | Reti        | Pres   | Reti   |
| -------------------------- | -------------------------- | -------------------------- | ---------- | ---------- | --------------- | --------------- | --------------- | ------------------ | ------------------ | ------------------ | ----------- | ----------- | ----------- | ------ | ------ |
| 2002                       | Juventude                  | A                          | 20         | 0          | CB              | 0               | 0               | -                  | -                  | -                  | -           | -           | -           | 20     | 0      |
| 2003                       | Juventude                  | A                          | 23         | 1          | -               | -               | -               | -                  | -                  | -                  | -           | -           | -           | 23     | 1      |
| 2004                       | Juventude                  | A                          | 13         | 0          | -               | -               | -               | -                  | -                  | -                  | -           | -           | -           | 13     | 0      |
| Totale Juventude           | Totale Juventude           | Totale Juventude           | 56         | 1          |                 | 0               | 0               |                    | -                  | -                  |             | -           | -           | 56     | 1      |
| 2004-2005                  | Lille 2                    | CFA                        | 11         | 0          | -               | -               | -               | -                  | -                  | -                  | -           | -           | -           | 11     | 0      |
| 2005-2006                  | Lille 2                    | CFA                        | 11         | 1          | -               | -               | -               | -                  | -                  | -                  | -           | -           | -           | 11     | 1      |
| Totale Lilla 2             | Totale Lilla 2             | Totale Lilla 2             | 22         | 1          |                 | -               | -               |                    | -                  | -                  |             | -           | -           | 22     | 1      |
| gen.-giu. 2004             | Lilla                      | L1                         | 9          | 0          | CF+CdL          | -               | -               | -                  | -                  | -                  | -           | -           | -           | 9      | 0      |
| 2004-2005                  | Lilla                      | L1                         | 2          | 0          | CF+CdL          | 0+1             | 0               | Int                | 4                  | 0                  | -           | -           | -           | 7      | 0      |
| 2005-gen. 2006             | Lilla                      | L1                         | 1          | 0          | CF+CdL          | 1+1             | 0+1             | UCL                | -                  | -                  | -           | -           | -           | 3      | 1      |
| Totale Lille               | Totale Lille               | Totale Lille               | 12         | 0          |                 | 3               | 1               |                    | 4                  | 0                  |             | -           | -           | 19     | 1      |
| gen.-giu. 2006             | Charleroi                  | D1                         | 12         | 1          | CB              | 3               | 0               | -                  | -                  | -                  | -           | -           | -           | 15     | 1      |
| 2006-gen. 2007             | Charleroi                  | D1                         | 12         | 1          | CB              | 0               | 0               | -                  | -                  | -                  | -           | -           | -           | 12     | 1      |
| Totale Charleroi           | Totale Charleroi           | Totale Charleroi           | 24         | 2          |                 | 3               | 0               |                    | -                  | -                  |             | -           | -           | 27     | 2      |
| gen.-giu. 2007             | Standard Liegi             | D1                         | 15         | 0          | CB              | 6               | 0               | -                  | -                  | -                  | -           | -           | -           | 21     | 0      |
| 2007-2008                  | Standard Liegi             | D1                         | 33         | 1          | CB              | 6               | 1               | CU                 | 4                  | 0                  | -           | -           | -           | 43     | 2      |
| 2008-gen. 2009             | Standard Liegi             | PL                         | 15         | 1          | CB              | 1               | 0               | UCL+CU             | 2+5                | 0                  | SB          | 1           | 0           | 24     | 1      |
| Totale Standard Liegi      | Totale Standard Liegi      | Totale Standard Liegi      | 63         | 2          |                 | 13              | 1               |                    | 11                 | 0                  |             | 1           | 0           | 88     | 3      |
| gen.-giu. 2009             | Borussia M'gladbach        | BL                         | 10         | 3          | CG              | -               | -               | -                  | -                  | -                  | -           | -           | -           | 10     | 3      |
| 2009-2010                  | Borussia M'gladbach        | BL                         | 32         | 3          | CG              | 2               | 0               | -                  | -                  | -                  | -           | -           | -           | 34     | 3      |
| 2010-2011                  | Borussia M'gladbach        | BL                         | 18+2       | 2+0        | CG              | 1               | 0               | -                  | -                  | -                  | -           | -           | -           | 21     | 2      |
| 2011-2012                  | Borussia M'gladbach        | BL                         | 33         | 0          | CG              | 5               | 0               | -                  | -                  | -                  | -           | -           | -           | 38     | 0      |
| Totale Borussia M'gladbach | Totale Borussia M'gladbach | Totale Borussia M'gladbach | 93+2       | 8+0        |                 | 8               | 0               |                    | -                  | -                  |             | -           | -           | 103    | 8      |
| 2012-2013                  | Bayern Monaco              | BL                         | 29         | 1          | CG              | 3               | 0               | UCL                | 12                 | 0                  | SG          | 1           | 0           | 45     | 1      |
| 2013-2014                  | Bayern Monaco              | BL                         | 29         | 2          | CG              | 6               | 1               | UCL                | 9                  | 0                  | SG+SU+Cmc   | 1+1+1       | 0+0+1       | 47     | 4      |
| 2014-2015                  | Bayern Monaco              | BL                         | 27         | 0          | CG              | 4               | 0               | UCL                | 7                  | 0                  | SG          | 1           | 0           | 39     | 0      |
| ago. 2015                  | Bayern Monaco              | BL                         | 1          | 0          | CG              | 1               | 0               | UCL                | 0                  | 0                  | SG          | 0           | 0           | 2      | 0      |
| Totale Bayern Monaco       | Totale Bayern Monaco       | Totale Bayern Monaco       | 86         | 3          |                 | 14              | 1               |                    | 28                 | 0                  |             | 5           | 1           | 133    | 5      |
| 2015-2016                  | Wolfsburg                  | BL                         | 23         | 1          | CG              | 1               | 0               | UCL                | 9                  | 0                  | -           | -           | -           | 33     | 1      |
| 2016-2017                  | Nizza                      | L1                         | 33         | 0          | CF+CdL          | 0+1             | 0               | UEL                | 5                  | 0                  | -           | -           | -           | 39     | 0      |
| 2017-2018                  | Nizza                      | L1                         | 33         | 1          | CF+CdL          | 1+2             | 0               | UCL+UEL            | 4+8                | 0+1                | -           | -           | -           | 48     | 2      |
| 2018-2019                  | Nizza                      | L1                         | 36         | 1          | CF+CdL          | 0+1             | 0               | -                  | -                  | -                  | -           | -           | -           | 37     | 1      |
| 2019-2020                  | Nizza                      | L1                         | 21         | 1          | CF+CdL          | 3+1             | 0               | -                  | -                  | -                  | -           | -           | -           | 25     | 1      |
| 2020-2021                  | Nizza                      | L1                         | 9          | 2          | CF              | 0               | 0               | UEL                | 2                  | 0                  | -           | -           | -           | 11     | 2      |
| 2021-2022                  | Nizza                      | L1                         | 34         | 0          | CF              | 4               | 0               | -                  | -                  | -                  | -           | -           | -           | 38     | 0      |
| 2022-2023                  | Nizza                      | L1                         | 37         | 1          | CF              | 1               | 0               | UECL               | 9                  | 0                  | -           | -           | -           | 47     | 1      |
| 2023-2024                  | Nizza                      | L1                         | 32         | 1          | CF              | 3               | 0               | -                  | -                  | -                  | -           | -           | -           | 35     | 1      |
| 2024-2025                  | Nizza                      | L1                         | 6          | 0          | CF              | 0               | 0               | UEL                | 1                  | 0                  | -           | -           | -           | 7      | 0      |
| Totale Nizza               | Totale Nizza               | Totale Nizza               | 241        | 7          |                 | 17              | 0               |                    | 29                 | 1                  |             | -           | -           | 287    | 8      |
| Totale carriera            | Totale carriera            | Totale carriera            | 622        | 25         |                 | 59              | 3               |                    | 81                 | 1                  |             | 6           | 1           | 768    | 30     |

### Cronologia presenze e reti in nazionale
| Cronologia completa delle presenze e delle reti in nazionale ― Brasile | Cronologia completa delle presenze e delle reti in nazionale ― Brasile | Cronologia completa delle presenze e delle reti in nazionale ― Brasile | Cronologia completa delle presenze e delle reti in nazionale ― Brasile | Cronologia completa delle presenze e delle reti in nazionale ― Brasile | Cronologia completa delle presenze e delle reti in nazionale ― Brasile | Cronologia completa delle presenze e delle reti in nazionale ― Brasile | Cronologia completa delle presenze e delle reti in nazionale ― Brasile |
| Data                                                                   | Città                                                                  | In casa                                                                | Risultato                                                              | Ospiti                                                                 | Competizione                                                           | Reti                                                                   | Note                                                                   |
| ---------------------------------------------------------------------- | ---------------------------------------------------------------------- | ---------------------------------------------------------------------- | ---------------------------------------------------------------------- | ---------------------------------------------------------------------- | ---------------------------------------------------------------------- | ---------------------------------------------------------------------- | ---------------------------------------------------------------------- |
| 6-2-2013                                                               | Londra                                                                 | Inghilterra                                                            | 2 – 1                                                                  | Brasile                                                                | Amichevole                                                             | -                                                                      |                                                                        |
| 21-3-2013                                                              | Ginevra                                                                | Brasile                                                                | 2 – 2                                                                  | Italia                                                                 | Amichevole                                                             | -                                                                      |                                                                        |
| 9-6-2013                                                               | Porto Alegre                                                           | Brasile                                                                | 3 – 0                                                                  | Francia                                                                | Amichevole                                                             | -                                                                      |                                                                        |
| 22-6-2013                                                              | Salvador de Bahia                                                      | Italia                                                                 | 2 – 4                                                                  | Brasile                                                                | Conf. Cup 2013 - 1º turno                                              | 1                                                                      | 34’                                                                    |
| 26-6-2013                                                              | Belo Horizonte                                                         | Brasile                                                                | 2 – 1                                                                  | Uruguay                                                                | Conf. Cup 2013 - Semifinale                                            | -                                                                      | 90+2’                                                                  |
| 14-8-2013                                                              | Basilea                                                                | Svizzera                                                               | 1 – 0                                                                  | Brasile                                                                | Amichevole                                                             | -                                                                      |                                                                        |
| 7-9-2013                                                               | Brasilia                                                               | Brasile                                                                | 6 – 0                                                                  | Australia                                                              | Amichevole                                                             | -                                                                      | 61’                                                                    |
| 12-10-2013                                                             | Seul                                                                   | Corea del Sud                                                          | 0 – 2                                                                  | Brasile                                                                | Amichevole                                                             | -                                                                      |                                                                        |
| 17-11-2013                                                             | Miami                                                                  | Honduras                                                               | 0 – 5                                                                  | Brasile                                                                | Amichevole                                                             | 1                                                                      |                                                                        |
| 20-11-2013                                                             | Toronto                                                                | Brasile                                                                | 2 – 1                                                                  | Cile                                                                   | Amichevole                                                             | -                                                                      | 74’                                                                    |
| 5-3-2014                                                               | Johannesburg                                                           | Sudafrica                                                              | 0 – 5                                                                  | Brasile                                                                | Amichevole                                                             | -                                                                      | 64’                                                                    |
| 3-6-2014                                                               | Goiânia                                                                | Brasile                                                                | 4 – 0                                                                  | Panama                                                                 | Amichevole                                                             | -                                                                      |                                                                        |
| 8-7-2014                                                               | Belo Horizonte                                                         | Brasile                                                                | 1 – 7                                                                  | Germania                                                               | Mondiali 2014 - Semifinali                                             | -                                                                      |                                                                        |
| Totale                                                                 |                                                                        | Presenze                                                               | 13                                                                     |                                                                        | Reti                                                                   | 2                                                                      |                                                                        |

## Palmarès

### Club

#### Competizioni nazionali
- Campionato belga: 1

Standard Liegi: 2007-2008
- Supercoppa del Belgio: 1

Standard Liegi: 2008
- Campionato tedesco: 3

Bayern Monaco: 2012-2013, 2013-2014, 2014-2015
- Coppa di Germania: 2

Bayern Monaco: 2012-2013, 2013-2014
- Supercoppa di Germania: 1

Bayern Monaco: 2012

#### Competizioni internazionali
- Coppa Intertoto UEFA: 1

Lilla: 2004
- UEFA Champions League: 1

Bayern Monaco: 2012-2013
- Supercoppa UEFA: 1

Bayern Monaco: 2013
- Coppa del mondo per club: 1

Bayern Monaco: 2013

### Nazionale
- Confederations Cup: 1

Brasile 2013